# Anilíngua

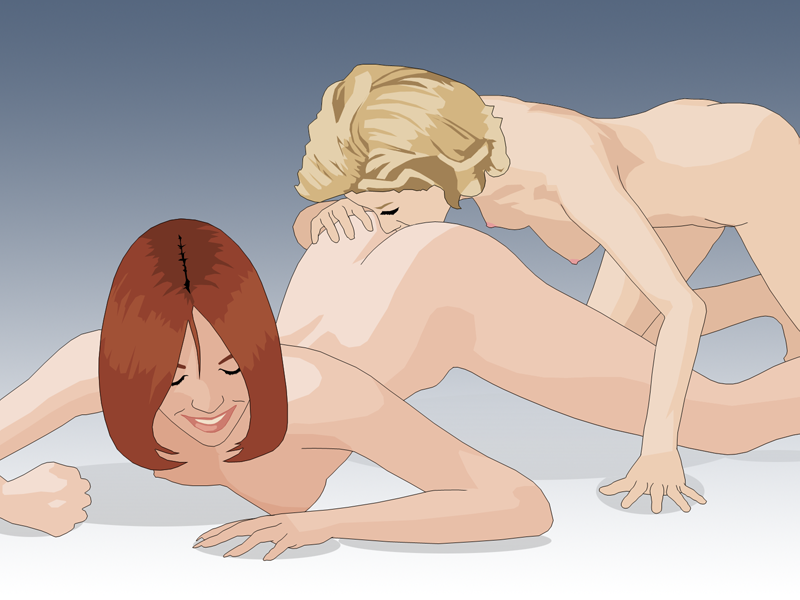
Desenho de uma mulher praticando anilingus em outra mulher.

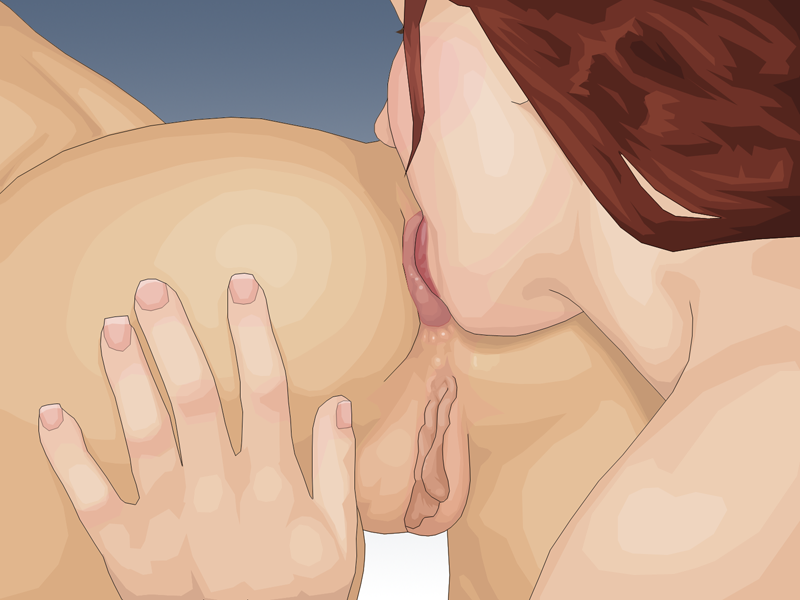
Um close da cena acima.

A anilíngua, ou anilingus, popularmente chamado beijo grego ou cunete. É o intercurso da língua de um indivíduo no ânus de outro; consistindo em lamber/beijar o ânus, pela fruição em si ou como preliminar para o sexo anal, geralmente com o propósito de relaxar o esfíncter e propiciar uma melhor abertura do ânus (zona erógena particularmente sensível aos estímulos devito ter inúmeras terminações nervosas). O termo foi criado pelo sexologista Richard von Krafft-Ebing em seu livro Psychopathia Sexualis (1886). 

## Técnicas
Anilingus envolve uma variedade de técnicas para estimular o ânus, incluindo beijos, lambidas, e deslizes da língua para cima e para baixo  A prática do anilingus mútuo também pode ser feita na posição sexual 69. No caso de prática num homem, a forma de massagear intensamente também pode ser utilizada, pela proximidade à raiz do pênis, para estimular o seu fluxo sanguíneo e, consequentemente, a ereção.[carece de fontes?]

## Saúde e prevenção
Existem muitos problemas de saúde que podem resultar da prática de anilingus se as bactérias, vírus ou parasitas que os causam estão ligados ou no ânus ou do reto. estes incluem hepatite A, hepatite B, hepatite C, infecções intestinais, clamídia, gastrointerite, poliomielite, papilomavirus (HPV), gonorreia, Herpes simplex virus, conjuntivite, e outras doenças sexualmente transimissíveis. Acredita-se que a transmissão de HIV/AIDS não ocorre através de anilíngua. A introdução dos órgãos genitais na boca, imediatamente após esta última ter contato com o ânus pode inadvertidamente introduzir a bactéria Escherichia coli ("E. coli") na uretra, consequentemente ocasionando uma infecção urinária.